# المطاردة (بريزون بريك)
«المطاردة» (بالإنجليزية: Manhunt)‏ هي الحلقة الثالثة والعشرون من المسلسل التلفزيوني الأمريكي بريزون بريك وهي أول حلقة في الموسم الثاني منه. بُثّت الحلقة لأول مرة في 21 أغسطس 2006. كتبها منشئ المسلسل بول شويرينغ، وأخرجها مخرج الحلقة الأخيرة من الموسم الأول «الطيران» كيفين هوكس. انضم إلى طاقم الممثلين ويليام فيشتنر الذي تمثل شخصيته دور تعقب الهاربين من إصلاحية نهر فوكس. أيضا هذه هي الحلقة الوحيدة التي يشار إليه باسم بيل فيشتنر. مثّل دور تيرينس ستيدمان (أخو كارولين رينولدز) جيف بيري بدلا من جون بيلينغسلي.
يشير اسم الحلقة إلى الأحداث التي تمت في هذه الحلقة وطوال الموسم الثاني: مطاردة الهاربين الثمانية في كافة أنحاء ولاية إلينوي، التي سرعان ما تحولت إلى مطاردة في كافة أنحاء الولايات المتحدة. في هذه الحلقة لم يظهر اثنان من الممثلين الرئيسيين وهو بول ادلستين (الذي لعب دور يول كيليرمان) ومارشال ألمان (الذي لعب دور إل جي بوروز). أيضا لم يظهر اثنان من الهاربين الثمانية وهما توينر (الذي مثله لين غاريسون على الرغم من أنهما ظهرا في استرجاع للقطات ماضية في بداية الحلقة.

## القصة
بعد ثمان ساعات من الهرب، استطاع مايكل ولينكون وجون وسي-نوت وفرناندو أخيرا النجاة من القائد بيليك وفريقه بسبب قطار شحن طويل تمكنوا من العبور من خلاله قبل أن يتمكن فريق بيليك منهم. في هذه الأثناء، انتدب عميل المباحث الفيدرالية ألسكندر ماهون لقيادة حملة بحث في كل أرجاء البلاد للبحث عن الهاربين، الأمر الذي جعل الإفلات صعبا ولاسيما بعد أن خرج ماهون في مؤتمر صحفي وطلب من جميع من يشاهد التلفاز أن يجد «ثمانية نهر فوكس». قام ماهون أيضا بجمع كل ما يملك من معلومات عن سكوفيلد. يجد صياد الهاربين الثمانية فيهددهم بالسلاح، إلا أن جون يمسك ابنته كرهينة، ويأمر الصياد بأن يلقي بسلاحه، وأن يعطي مايكل مفاتيح سيارته. يركب الخمسة السيارة ويتجهون إلى غرفة تخزين جهّز فيها مايكل بعض الأغراض.
في هذه الأثناء يستخدم ماهون وبيليك فواتير بطاقة ائتمان مايكل ليجدا أنه اشترى غرفة تخزين في أوسويغو، فيصلان إليها في وقتين مختلفين. يتضح أنها كانت حيلة من مايكل. يذهب مايكل إلى غرفة تخزين في إحدى المقابر ويحفر بجوار قبر «أي تشانس وودز». في هذه الأثناء كان العميل ماهون قد اكتشف معنى عبارة («مرقد تشانس وودز») (بالإنجليزية: "Ripe Chance Woods")‏ على وشم مايكل ووصل بعد لحظات من فرار الخمسة بعد أن استخرجوا ملابسًا جديدة ولبسوها. يأخذ لينكون حقيبة مايكل ليجد أنه زوّر جوازين لهما. استطاع الخمسة الفرار إلى أوسويغو سرا، غير أن العميل ماهون تتبعهم.
في مكان آخر وجد تي-باغ عيادة بيطرية، فأجبر طبيبها على ربط يده اليسرى بدون استخدام مخدر. تعافت الدكتورة سارا تانكريدي من آثار المخدرات، واستجوبتها المباحث الفيدرالية وأخبرتها أن 8 سجناء هربوا. بعد أن زارتها الممرضة كايتي لتعطيها حقيبتها، وجدت سارا فيها أوريغامي على شكل بطة في داخلها رسالة تقول «يوجد خطة لجعل كل ذلك صحيحا»، وبجانبها كود من النقاط. اكتشفت فيرونيكا سرا آخرا عن ترينس ستيدمان: أنه محبوس -لكن إلى حد ما بإرادته- داخل مبنى يمكن فتح بابه من الخارج فقط ونوافذه مضادة للرصاص. تتلقى فيرونيكا مكالمة هاتفية من لينكون بعد أن اتصلت بالأمن، فتخبره بما اكتشفت. بينما كانت على الهاتف مع لينكون، وصل عملاء الشركة وقتلوا فيرونيكا، استطاع لينكون سماع إطلاق النار، فانهار. يواصل ماهون دراسته لوشم مايكل بالإضافة إلى بعض أجزاء خطة هروبه، قائلا أنها ستدلهم على مكان مايكل وأين سيتجه، وأن عليهم بعد أن يدرسوها أن ينتظروا حتى يأتيهم مايكل في المكان المحدد.

## الإنتاج
كانت حلقة «المطاردة» هي أول حلقة تصوّر في تكساس بعد أن انتقل الطاقم إليها نظرا لملاءمتها جو القصة. مشهد المقبرة وما تبعه من أحداث يفترض أن يكون في أوسويغو في إلينوي لكنه صوّر في الحقيقة في ماكيني في ولاية تكساس لكن المشاهد التي تليتها صُوّرت في ضواحي ماكيني.

## الاستقبال
نالت الحلقة الأولى من الموسم الثاني من بريزون بريك ما يقارب 9.4 مليون مشاهد في الولايات المتحدة، بعد أن نالت الحلقة الأولى من الموسم الأول في أغسطس 2005 ما يقارب 10.5 مليون مشاهد. ولكن نسبة المشاهدة الأسرية ارتفعت من 3.6 إلى 3.9 في النصف ساعة الأخيرة.
في المملكة المتحدة شاهد الحلقة ما يقارب 2.29 مليون مشاهد.